# Elisabet de Saxònia
Elisabet de Saxònia, princesa de Savoia (Dresden 1830 - Stresa 1912). Princesa de Saxònia amb el tractament d'altesa reial que contragué matrimoni en el si de la casa reial de Sardenya.
Nascuda a la ciutat de Dresden, capital del Regne de Saxònia, el dia 4 de febrer de l'any 1830 essent filla del rei Joan I de Saxònia i de la princesa Amàlia de Baviera. Elisabet era neta per via paterna del príncep Maximilià de Saxònia i de la princesa Carolina de Borbó-Parma i per via materna del rei Maximilià I Josep de Baviera i de la princesa Carolina de Baden.
El dia 22 d'abril de l'any 1850 contragué matrimoni a la Catedral de Dresden amb el príncep Ferran de Savoia-Gènova, duc de Gènova, fill del rei Carles Albert I de Sardenya i de l'arxiduquessa Maria Teresa d'Àustria-Toscana. La parella tingué dos fills:
- SAR la princesa Margarida de Savoia-Gènova, nada a Torí el 1851 i morta a Bordighera el 1926. Es casà amb el rei Humbert I d'Itàlia.
- SAR el príncep Tomàs de Savoia-Gènova, duc de Gènova, nat a Torí el 1854 i mort a Torí el 1931. Es casà amb la princesa Maria Elisabet de Baviera.

El dia 10 de febrer de l'any 1855 moria a la capital piemontesa, Torí, el príncep Ferran de Savoia-Gènova, deixant viuda, a l'edat de 25 anys, a la princesa Elisabet de Saxònia.
Elisabet de Saxònia contragué segones núpcies el dia 4 d'octubre de l'any 1856 a Aglié amb Niccolo Marchese Rapallo, un ciutadà sard nascut a Càller l'any 1825, amb qui no tingué descedència.